# Atletismo nos Jogos Paralímpicos de Verão de 2012 - Revezamento 4x100 m feminino

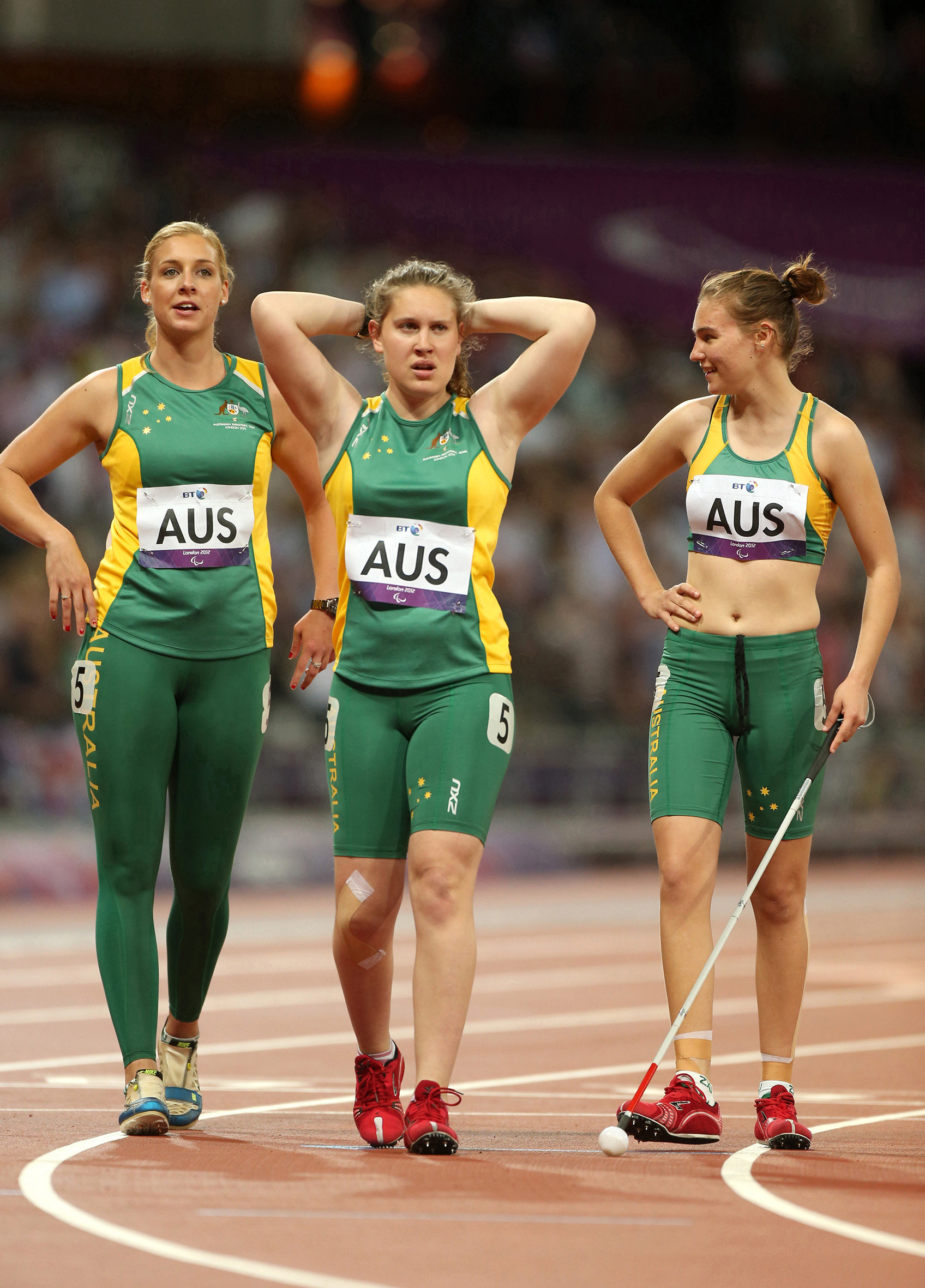
Atletas nos Jogos Paralímpicos de Verão de 2012 – Equipe Australiana de revezamento 4 × 100 metros. Atletas na foto: Georgia Beikoff, Katy Parrish e Torita Isaac

As competições dos 4x100 metros feminino do atletismo nos Jogos Paralímpicos de Verão de 2012 foram disputadas no dia 4 de setembro no Estádio Olímpico de Londres, na capital britânica. Participaram atletas de até 4 classes diferentes de deficiência, competindo na mesma prova.
A classe T35/38 é aberta para equipes nacionais formadas por atletas que possuam algum grau de paralisia cerebral, mas que possam competir em pé. Para essa classe, a passagem do bastão é obrigatória.
A medalha de ouro foi conquistada pelo revezamento russo, composto pela Anastasiya Ovsyannikova, Svetlana Sergeeva, Elena Ivanova e Margarita Goncharova. A equipe chinesa, composta por Dezhi Xiong, Yuanhang Cao, Ping Liu e Junfei Chen conquistou a medalha de prata, depois de sair de um quarto lugar depois da última passagem. O revezamento britânico, composto por Olivia Breen, Bethany Woodward, Katrina Hart, Jenny McLoughlin chegou em terceiro e conquistou a medalha de bronze, tendo liderado a prova até a última passagem.

## Medalhistas

### Classe T35/38
|  | RUS Rússia                                                                                           |  | CHN China                                                             |  | GBR Grã-Bretanha                                                                    |
|  | Anastasiya Ovsyannikova (T37) Svetlana Sergeeva (T37) Elena Ivanova (T36) Margarita Goncharova (T38) |  | Dezhi Xiong (T38) Yuanhang Cao (T37) Ping Liu (T35) Junfei Chen (T38) |  | Olivia Breen (T38) Bethany Woodward (T37) Katrina Hart (T37) Jenny McLoughlin (T37) |

## Resultados
| Pos.              | Raia | País             | Atletas                                                                                                 | Tempo | Notas                |
| ----------------- | ---- | ---------------- | --- | ----- | -------------------- |
| Medalha de ouro   | 2    | RUS Rússia       | Anastasiya Ovsyannikova (T37), Svetlana Sergeeva (T37), Elena Ivanova (T36), Margarita Goncharova (T38) | 54.86 |                      |
| Medalha de prata  | 5    | CHN China        | Dezhi Xiong (T38), Yuanhang Cao (T37), Ping Liu (T35), Junfei Chen (T38)                                | 55.65 | Recorde asiático     |
| Medalha de bronze | 4    | GBR Grã-Bretanha | Olivia Breen (T38), Bethany Woodward (T37), Katrina Hart (T37), Jenny McLoughlin (T37)                  | 56.08 | Recorde da temporada |
| 4                 | 3    | AUS Austrália    | Torita Isaac (T38), Jodi Elkington (T37), Katy Parrish (T38), Georgia Beikoff (T37)                     | 56.32 | Recorde da Oceania   |
| 05 !              | 1    | UKR Ucrânia      | Viktoriya Kravchenko (T37), Maryna Snisar (T37), Oksana Krechunyak (T37), Inna Stryzhak (T38)           | DNF   |                      |
| 06 !              | 6    | GER Alemanha     | Maike Hausberger (T37), Maria Seifert (T37), Isabelle Foerder (T37), Claudia Nicoleitzik (T36)          | DQ    |                      |

Legenda
| Recorde mundial      | Recorde mundial (World record)               |                       | Recorde africano                      | Recorde africano (African) |                                           | Q | Classificado por posição (Qualified) |
| Recorde paralímpico  | Recorde paralímpico (Paralympic record)      | Recorde da América    | Recorde da América (Americas)         | q                          | Classificado por melhor tempo (Qualified) |   |                                      |
| Melhor marca do ano  | Melhor marca do ano (World leading)          | Recorde asiático      | Recorde asiático (Asian)              | DNS                        | Não largou (Did not start)                |   |                                      |
| Recorde nacional     | Recorde nacional (National record)           | Recorde europeu       | Recorde europeu (European)            | DNF                        | Não terminou (Did not finish)             |   |                                      |
| Recorde pessoal      | Recorde pessoal do atleta (Personal best)    | Recorde da Oceania    | Recorde da Oceania (Oceania)          | DSQ / DQ                   | Desclassificado (Disqualified)            |   |                                      |
| Recorde da temporada | Recorde da temporada do atleta (Season best) | Recorde sul-americano | Recorde sul-americano (South America) | NM                         | Sem marca (No mark)                       |   |                                      |